# Reisenberg
Reisenberg è un comune austriaco di 1 654 abitanti nel distretto di Baden, in Bassa Austria; ha lo status di comune mercato (Marktgemeinde).